# Antofagasta de la Sierra (Stadt)
Antofagasta de la Sierra ist die Hauptstadt des gleichnamigen Departamento Antofagasta de la Sierra in der Provinz Catamarca im Nordwesten Argentiniens. Der Ort hat 667 Einwohner.

## Geschichte
Das Gebiet um Antofagasta de la Sierra war von den Ureinwohnern Diaguitas und Calchaquíes bewohnt.

## Wirtschaft
Die wichtigsten landwirtschaftlichen Produkte der Zone sind: Schafe, Lamas, Oliven, Pfirsiche, Haselnuss, Weintrauben, Quitte, Baumwolle, Saatkartoffeln und Gewürze wie Kreuzkümmel und Anis. Der Tourismus spielte eine wichtige Rolle in der Wirtschaft. Vor allem die nahegelegenen Vulkane und Calderas einschließlich der Galán-Kaldera und die Antofagasta de la Sierra-Berge. Das Dorf feiert jedes Jahr das Fest des Todes.